# Label Edge Router
Ein Label Edge Router (LER) ist ein Router am Rand eines MPLS-Netzwerkes.
Beim Eintritt eines IP-Paketes in eine MPLS-Domain wird die Routing-Information dazu genutzt, ein passendes MPLS-Label für das Paket auszuwählen, das Paket mit diesem Label zu versehen und innerhalb der MPLS-Domain weiterzuleiten.
Beim Austritt eines IP-Paketes aus der MPLS-Domain entfernt der LER das MPLS-Label und leitet das IP-Paket entsprechend dem zugrundeliegenden IP-Routing-Mechanismus weiter.